# Султан, Мохаммад
Мохаммад Султан (араб. محمد سلطان‎; 23 декабря 1918 — 1971) — афганский хоккеист на траве, нападающий. Участник летних Олимпийских игр 1936 года.

## Биография
Мохаммад Султан родился 23 декабря 1918 года.
В 1936 году вошёл в состав сборной Афганистана по хоккею на траве на летних Олимпийских играх в Берлине, поделившей 5-6-е места. Играл на позиции нападающего, провёл 4 матча, забил 3 мяча (по одному в ворота сборных Германии, США и Бельгии).
Впоследствии стал начальником полиции Пенджаба, в которой работали известные хоккеисты.
До конца жизни носил титул «шазада» (принц).
Умер в 1971 году.

## Семья
После женитьбы стал членом королевской династии Дуррани.
Брат жены — Мохаммад Асиф (1919—1998), афганский хоккеист на траве. Участник летних Олимпийских игр 1936 года.
Тесть — Мохаммад Юсуф (1896—?), афганский хоккеист на траве и государственный деятель. Участник летних Олимпийских игр 1936 года, руководитель афганской делегации. Министр сельского хозяйства и спорта Афганистана.